# Trauttmansdorffové
Trauttmansdorffové jsou rakouský šlechtický rod, původně ze Štýrska, od 17. století usazený v Čechách. V roce 1598 byli povýšeni do panského stavu, významný diplomat a dvořan Maxmilián Trauttmansdorff (1584–1650) dosáhl hraběcího titulu (1623). Položil základy rodového bohatství v Čechách (Horšovský Týn), koncem 17. století patřili Trauttmansdorffové mezi nejbohatší českou šlechtu, vedle Horšovského Týna vlastnili další rozsáhlá panství (Litomyšl, Jičín). Členové rodu zastávali vysoké posty u dvora, v armádě a diplomacii, rakouský ministr zahraničí a císařský nejvyšší hofmistr František Ferdinand Trauttmansdorff (1749–1827) byl v roce 1805 povýšen do knížecího stavu. Od té doby hlava rodu užívá titul kníže, zatímco nejstarší syn, dědic a následník je dědičný hrabě a ostatní členové rodu hrabata nebo hraběnky. Podle kabinetního reskriptu z roku 1825 má hlava rodu právo na oslovení Jasnost. Ve vedlejších liniích patřila rodu řada dalších menších statků v Čechách, ale také ve Štýrsku, Tyrolsku nebo dnešním Slovinsku, vlastnili paláce ve Vídni, Praze a Štýrském Hradci. Z řad duchovenstva byl významnou osobností Tadeáš Maria (1761–1819), kardinál a olomoucký arcibiskup. V knížecí větvi byl majetek rodu v Československu zkonfiskován v roce 1945, za druhé světové války zaniklo i jedno z nejstarších rodových sídel v Gleichenbergu. Rod dnes žije převážně v Rakousku, soukromým sídlem je zámek Pottenbrunn v Dolních Rakousích. Hlavou rodu je kníže Karel Volfgang Trauttmansdorff (* 1965), jeho bratranec Ferdinand (* 1950) byl v letech 2010–2015 velvyslancem Rakouska v České republice.

## Dějiny rodu

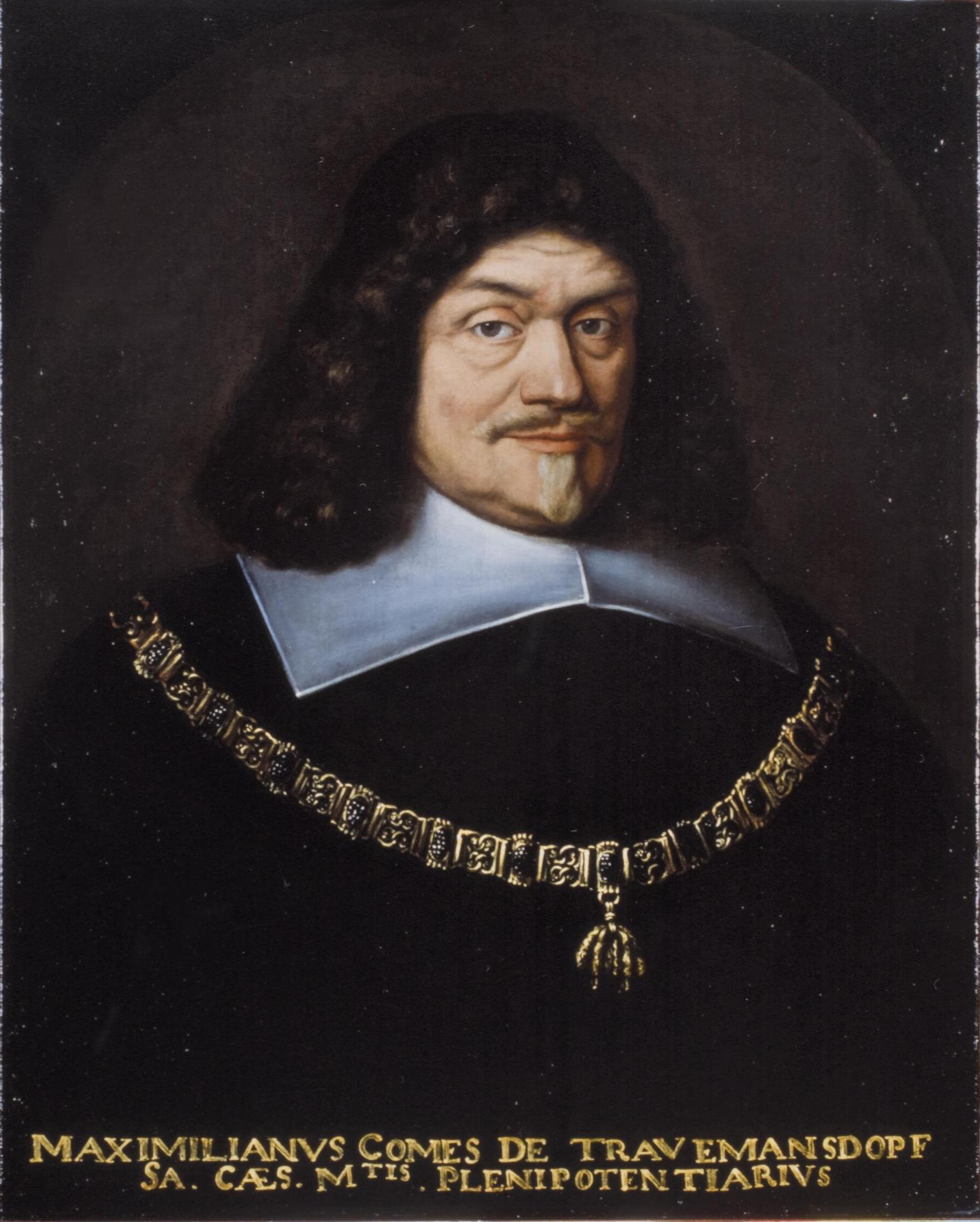
Hrabě Maxmilián z Trauttmansdorffu (1584–1650) s dekorací Řádu zlatého rouna

Rod se připomíná od 14. století, jeho původním sídlem byla vesnice Trautmansdorff ve Štýrsku. Poprvé je písemně doložen v roce 1308 Herrand z Trauttmansdorffu, v sousedství nejstaršího sídla později získali panství Gleichenberg, kde v 17. století nechali postavit zámek. Mezitím ale získali majetek také v Tyrolsku (zámek Trauttmansdorff v Meranu), od roku 1543 vlastnili také panství Negau (Negova v dnešním Slovinsku). Souběžně získávali další statky i ve Štýrsku a Dolních Rakousích a Jan Bedřich (1542–1614) byl v roce 1598 povýšen do stavu svobodných pánů.
Druhorozený syn Jana Bedřicha Maxmilián (1584–1650) byl zakladatelem vzestupu Trauttmansdorffů mezi nejvýznamnější rody habsburské monarchie. Zastával vlivné posty u dvora, uplatnil se jako diplomat, v roce 1623 byl povýšen do hraběcího stavu a v roce 1635 získal Řád zlatého rouna a od roku 1637 byl hejtmanem Štýrského Hradce. V roce 1622 v rámci pobělohorských konfiskací za velmi výhodných podmínek koupil panství Horšovský Týn a v rozšiřování majetku v Čechách pokračoval až do smrti. V generaci jeho synů patřili Trauttmansdorffové již mezi deset nejbohatších rodů v Českém království.

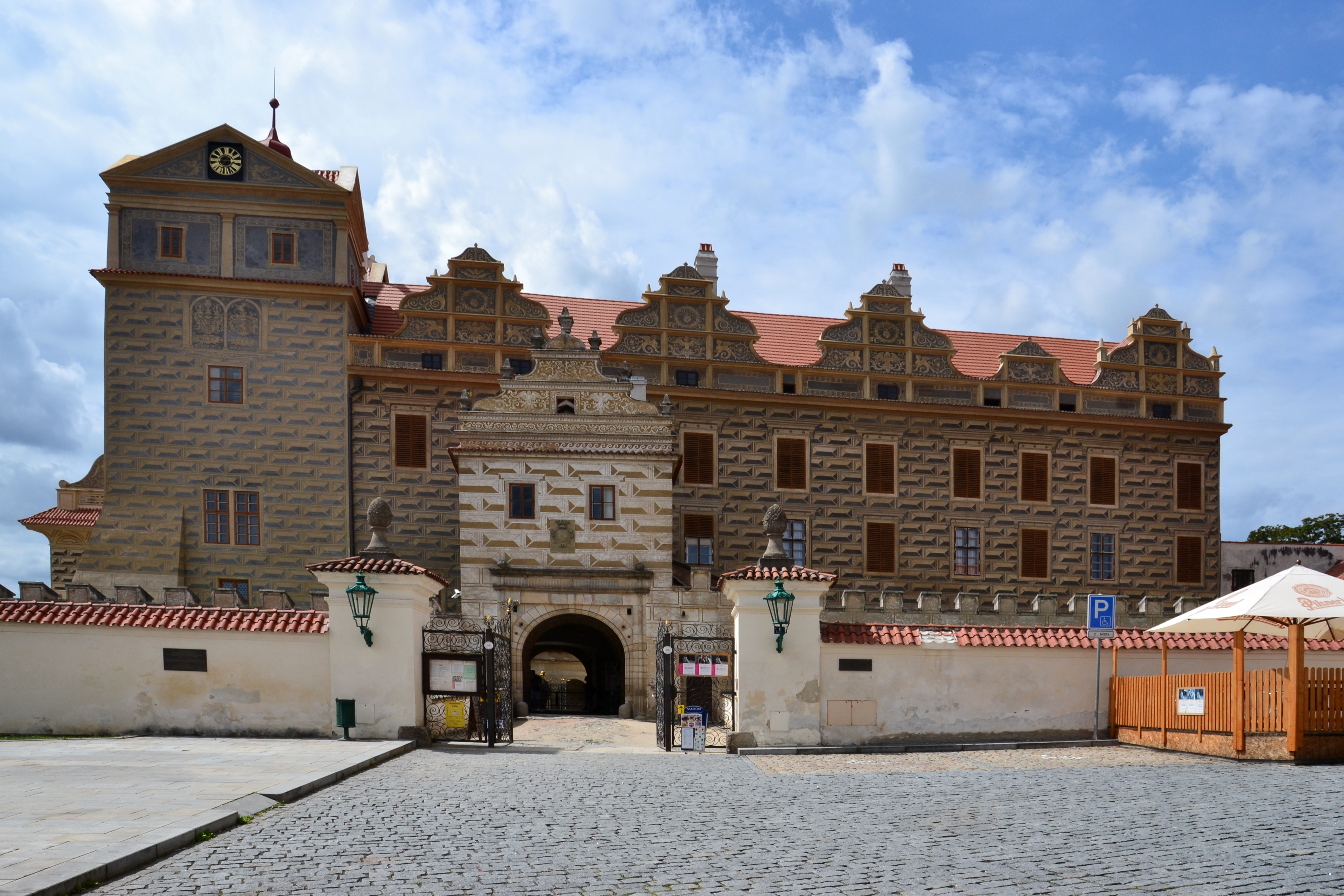
Zámek Horšovský Týn, hlavní rodové sídlo 1622–1945

Maxmiliánův nejstarší syn Adam Matyáš (1617–1684) byl dlouholetým nejvyšším maršálkem Českého království (1645–1684). K hlavnímu rodovému sídlu v Horšovském Týně přikoupil další statky, v roce 1651 získal Grabštejn v severních Čechách a krátce držel i majetek v jižních Čechách (Lnáře, Protivín). Maxmiliánův druhorozený syn Jan Bedřich (1619–1696) zdědil Litomyšl a statky v Dolním Rakousku, stejně jako starší bratr pokračoval v rozšiřování rodového majetku v Čechách, koupil Brandýs nad Orlicí (1652) a Červené Pečky (1655). Původně působil v diplomacii a v letech 1658–1696 byl nejvyšším komorníkem Českého království. Měl početné potomstvo, ale všichni synové zemřeli bez dalších potomků. Z nich František Adam (1685–1762) nechal postavit zámek v Jemništi, který je jednou z mála barokních památek spojených se jménem Trauttmansdorffů. Jejich hlavní sídla v Horšovském Týně a Litomyšli z doby renesance splňovaly nároky na reprezentaci i v 17. a 18. století, proto se Trauttmansdorffové neprojevili v baroku tak jako jiné rody. Bratranec Adama Matyáše a Jana Bedřicha Zikmund Bedřich (1623–1675) byl zemským hejtmanem ve Štýrsku a značným nákladem nechal přestavět zámky Oberthal a Trautenfels.
Nejmladší syn Adama Matyáše byl Zikmund Ludvík (1651–1707), který vlastnil Protivín, k němuž přikupoval další drobné statky, zastával post hejtmana prácheňského kraje. Jeho potomci setrvali v Čechách, někteří z nich dosáhli vysokých hodností v armádě. Vynikl Jan Kryštof Heřman (1734–1789), který byl v letech 1767–1789 opatem tepelského kláštera. Jeho synovec Šebestián František (1767–1834) proslul jako vynikajicí hospodář, jeho majetkem byly statky v Posázaví (Zbraslavice, Horka). Tato linie vymřela v 19. století.

### Knížecí větev

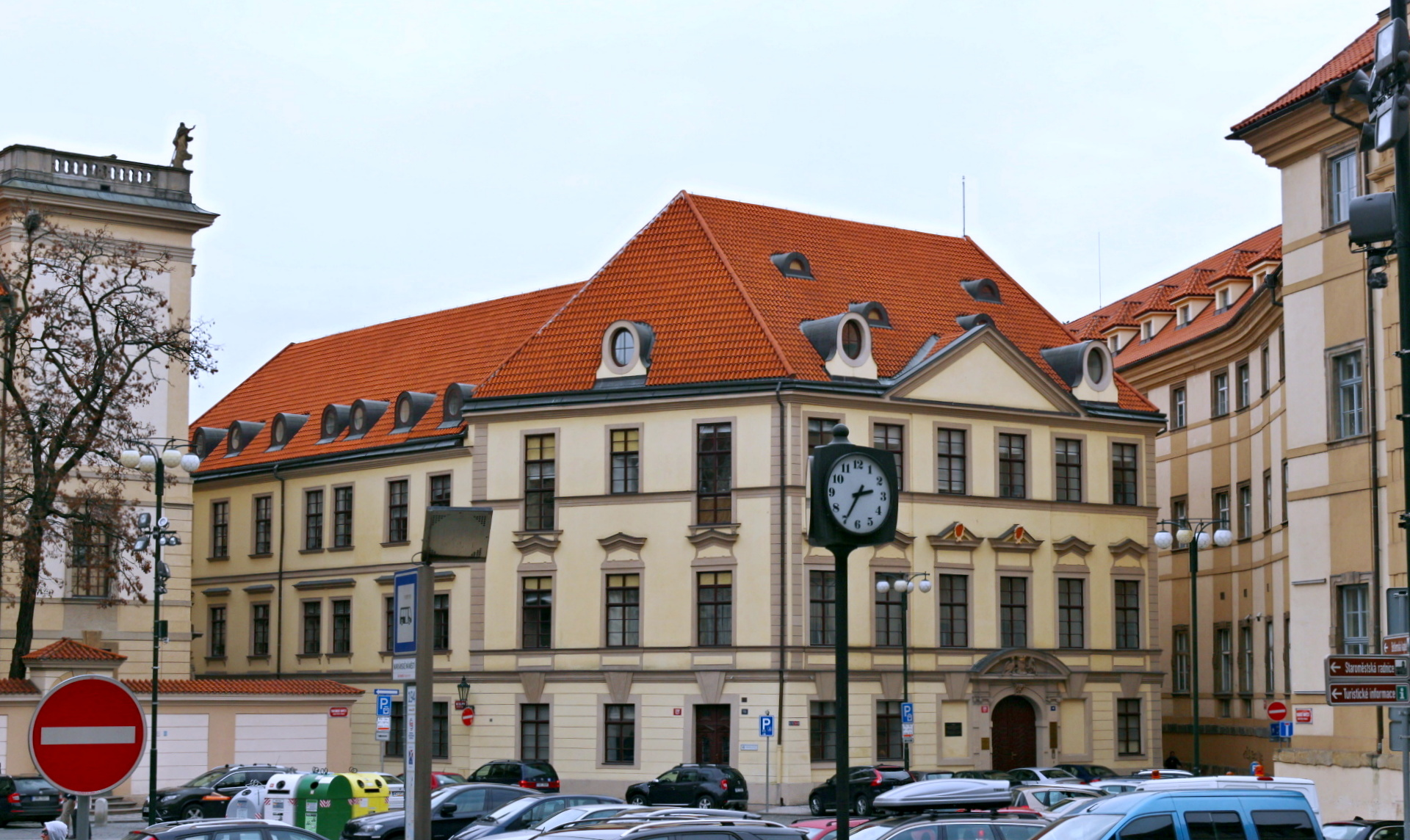
Trauttmansdorffský palác na Mariánském náměstí v Praze

Předkem knížecí větve byl nejstarší syn Adama Matyáše Rudolf Vilém (1646–1689), který byl taktéž nejvyšším maršálkem Českého království (1685–1689). V další generaci došlo k významnému rozšíření majetku, kdy Jan Josef (1676–1713) získal v roce 1710 po dlouhých soudních sporech panství Jičín. Jeho syn František Norbert (1705–1786) zastával vysoké posty u dvora, byl nejvyšším hofmistrem arcivévodkyně Marie Alžběty a získal Řád zlatého rouna. Jeho syn František Ferdinand (1749–1827) byl místodržitelem v Rakouském Nizozemí (1787–1790) a rakouským ministrem zahraničí (1792–1796). V roce 1805 byl povýšen do knížecího stavu a nakonec byl dlouholetým nejvyšším hofmistrem císařského dvora (1808–1827), stejně jako otec získal Řád zlatého rouna. Z majetku zrušených klášterů navíc rozmnožil rodový majetek přikoupením dalších statků (Pecka).

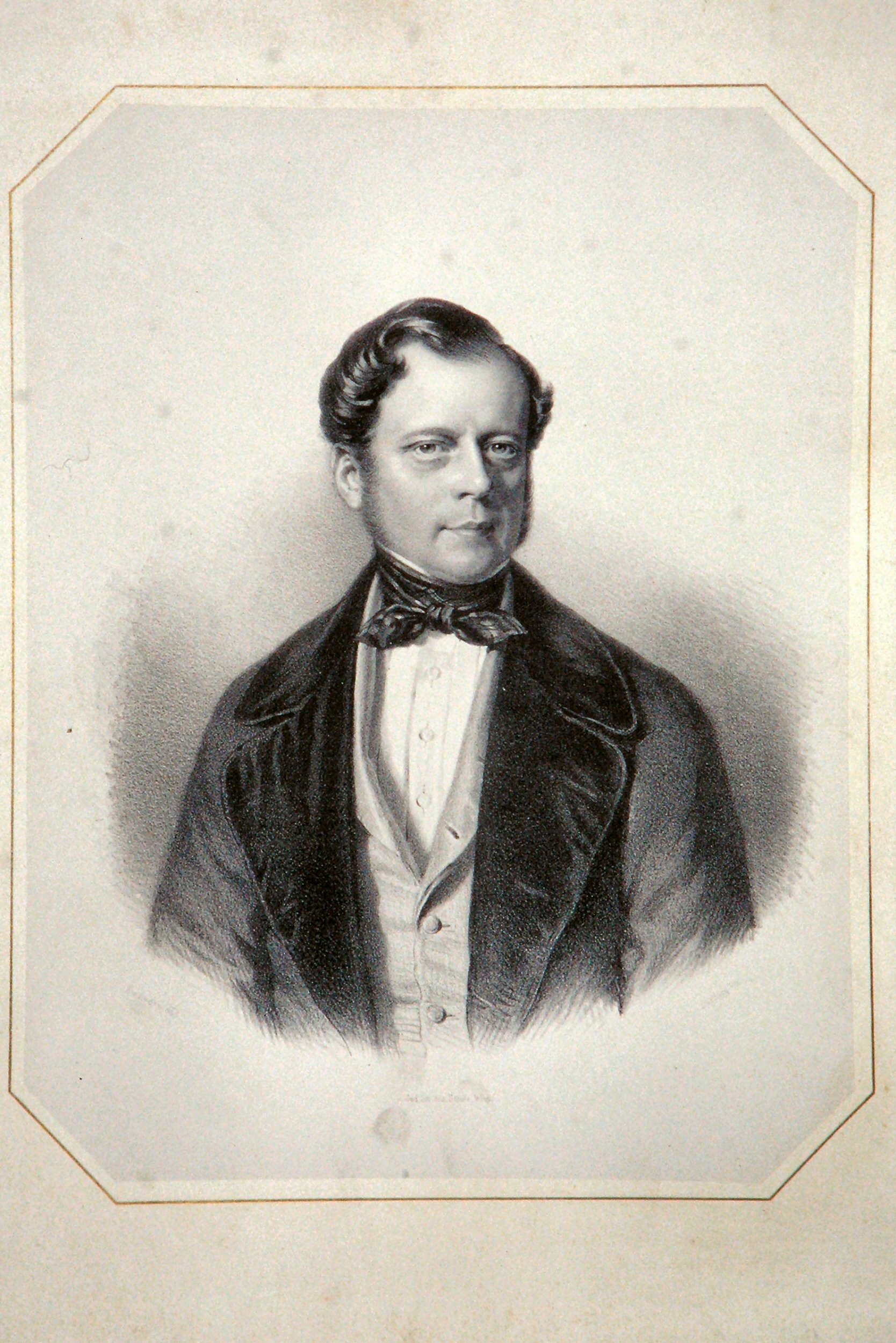
Kníže Ferdinand Jáchym Trauttmansdorff (1803–1859)

Mladší syn knížete Ferdinanda Josef (1788–1870) působil v diplomacii, mimo jiné byl dlouholetým rakouským vyslancem v Berlíně (1827–1849). Jeho manželka Josefa, rozená hraběnka Károlyiová (1793–1863) koupila v Čechách pro své děti panství Obříství a Lipnice nad Sázavou. Jejich syn Ferdinand (1825–1896) byl též diplomatem, jako vyslanec působil v Mnichově a Vatikánu, poté byl místopředsedou rakouské panské sněmovny, nakonec nejvyšším císařským komořím a získal Řád zlatého rouna. Teprve v generaci jeho synů se rodina usadila na zámku Obříství, tento majetek byl ale vyvlastněn v rámci první pozemkové reformy. Z této linie pochází Ferdinand (*1950), který je rakouským diplomatem. Byl velvyslancem Rakouské republiky v Káhiře (1999–2004), v Lisabonu (2004–2005) a v letech 2010-2015 v Praze. Za zásluhy o rozvoj česko-rakouských vztahů mu byl v roce 2015 udělen Řád Bílého lva.
Pokračovatelem knížecí větve byl Ferdinandův starší syn Jan Nepomuk (1780–1834), který byl nejvyšším císařským štolbou (1812–1834). Jeho syn Ferdinand Jáchym (1803–1859) nechal pod kostelem sv. Anny na Vršíčku u Horšovského Týna zbudovat rodovou hrobku (1839–1842). V knížecí větvi náleželo Trauttmansdorffům od roku 1861 dědičné místo v rakouské panské sněmovně, majetek v Čechách tehdy zahrnoval přes 16 000 hektarů půdy a v roce 1868 byla jeho hodnota odhadnuta na dva a půl miliónu zlatých. Posledním majitelem velkostatků Horšovský Týn a Jičín byl kníže Karel (1897–1976), jemuž byl majetek zkonfiskován na základě Benešových dekretů. Jeho bratranec Viktor (1895–1969) byl do roku 1945 majitelem velkostatku Hostim na jižní Moravě. Trauttmansdorffové dnes žijí v Rakousku, hlavou rodu je kníže Karel Volfgang Trauttmansdorff (* 1965).

### Štýrská hraběcí větev

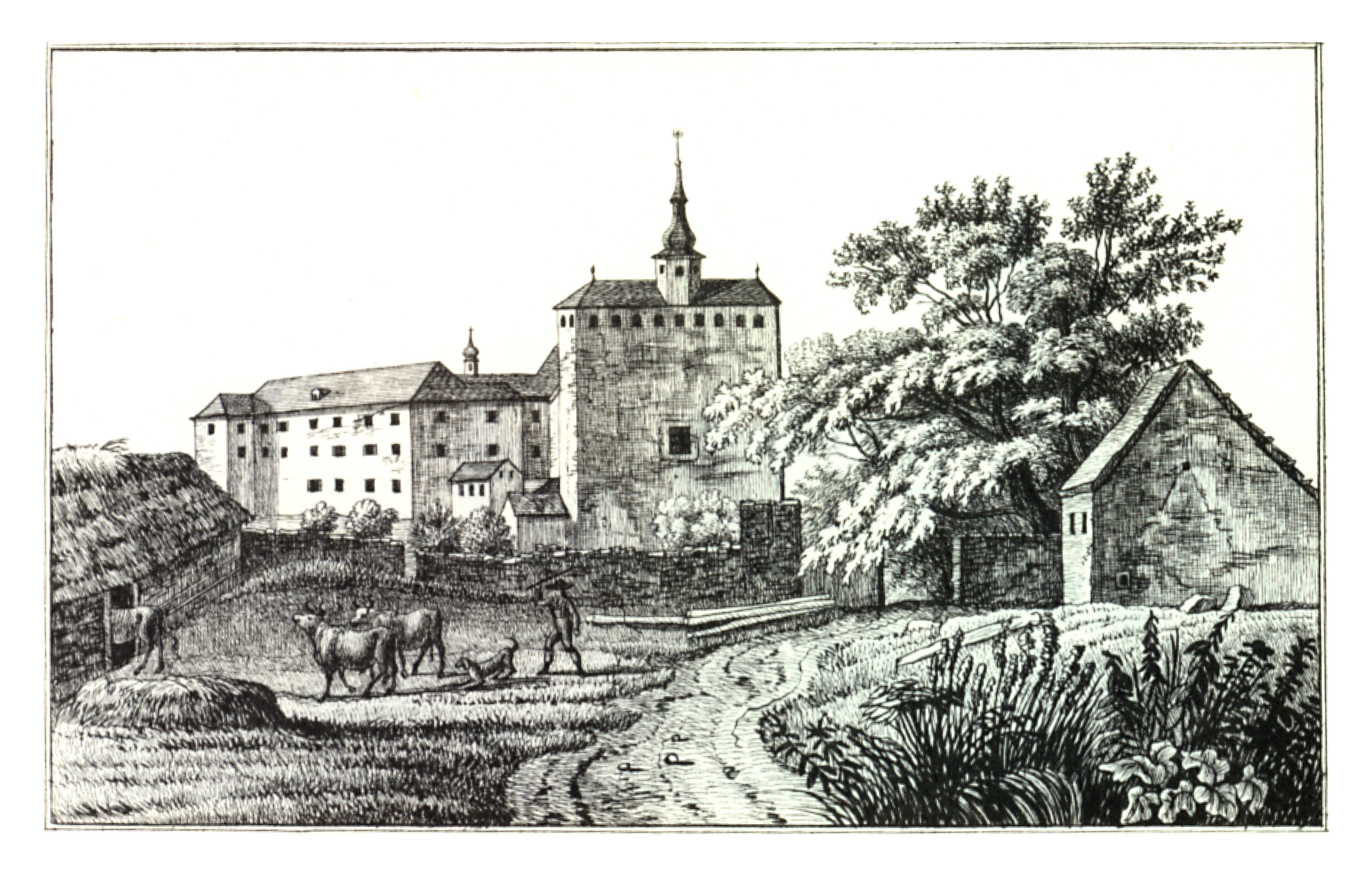
Zámek Gleichenberg ve Štýrsku, hlavní sídlo štýrské hraběcí větve

Zakladatelem štýrské hraběcí větve byl Jiří Zikmund (1638–1708), nejmladší Maxmiliánův syn. Po otci převzal ve Štýrsku dědičnou hodnost nejvyššího hofmistra, vlastnil panství se zámkem Gleichenberg. Jeho jediný syn Maxmilián Zikmund (1668–1739) byl císařským komořím a tajným radou, v dalších generacích se tato linie díky dědictví znovu dostala i do Čech a členové rodu krátkodobě vlastnili různá česká panství. Jan Nepomuk (1757–1809) byl zemským maršálkem v Dolních Rakousích (1808–1809). Jeho manželka Terezie, rozená Nádasdyová, byla dědičkou statků v Čechách, jejich syn Jan Nepomuk (1804–1846) nechal přestavět zámek v Herálci. Významnou osobností této větve byl Tadeáš Maria (1761–1819), který byl biskupem v Hradci Králové (1794–1811) a arcibiskupem v Olomouci (1811–1819), v roce 1816 byl jmenován kardinálem. Posledním potomkem štýrské větve byl Maxmilián Vejkart (1842–1924), zámek Gleichenberg byl zničen na konci druhé světové války.

## Významné osobnosti rodu
- Kryštof z Trautmannsdorfu (asi 1425–1480), jako Kryštof I. biskup sekavský
- Adam z Trauttmansdorffu (1579–1617), císařský dvorní válečný rada a velitel pohraniční posádky v Chorvatsku. Padl v bitvě proti Benátkám
- Maxmilián z Trauttmansdorffu (1584–1650), císařský diplomat a dvořan, 1623 povýšen do hraběcího stavu, rytíř Řádu zlatého rouna
- Adam Matyáš z Trauttmansdorffu (1617–1684), nejvyšší maršálek Českého království
- Jan Bedřich z Trauttmansdorffu (1619–1696), nejvyšší komorník Českého království
- Zikmund Bedřich z Trauttmansdorffu (1623–1675), zemský hejtman ve Štýrsku
- Zikmund Jáchym z Trauttmansdorffu (1626–1706), polní maršál
- František Václav z Trauttmansdorffu (1677–1753), český šlechtic, barokní mecenáš
- František Ferdinand z Trauttmansdorffu (1749–1827), rakouský diplomat a císařský ministr, 1805 povýšen do knížecího stavu, rytíř Řádu zlatého rouna
- Vejkart Maria z Trauttmansdorffu (1760–1842), katolický kněz, kanovník a prelát olomoucké kapituly
- Maria Tadeáš z Trautmannsdorffu (1761–1819), biskup královéhradecký, arcibiskup olomoucký, kardinál
- Jan Norbert z Trauttmansdorffu (1780–1834), rakouský politik a dvořan, velkostatkář v Čechách, rytíř Řádu zlatého rouna
- Josef z Trauttmansdorffu (1788–1870), rakouský diplomat, velkostatkář v Čechách
- Ferdinand z Trauttmansdorffu (1825–1896), rakousko-uherský diplomat a politik, rytíř Řádu zlatého rouna
- Karel Jan z Trauttmansdorffu (1845–1921), rakousko-uherský politik, velkostatkář v Čechách, rytíř Řádu zlatého rouna
- Ferdinand Alfons z Trauttmansdorffu (1871–1915), rakouský šlechtic a politik
- Ferdinand Trauttmansdorff (*1950), diplomat, velvyslanec Rakouské republiky v Praze [5]
- Victoria Trauttmansdorff (*1960), rakouská divadelní a filmová herečka

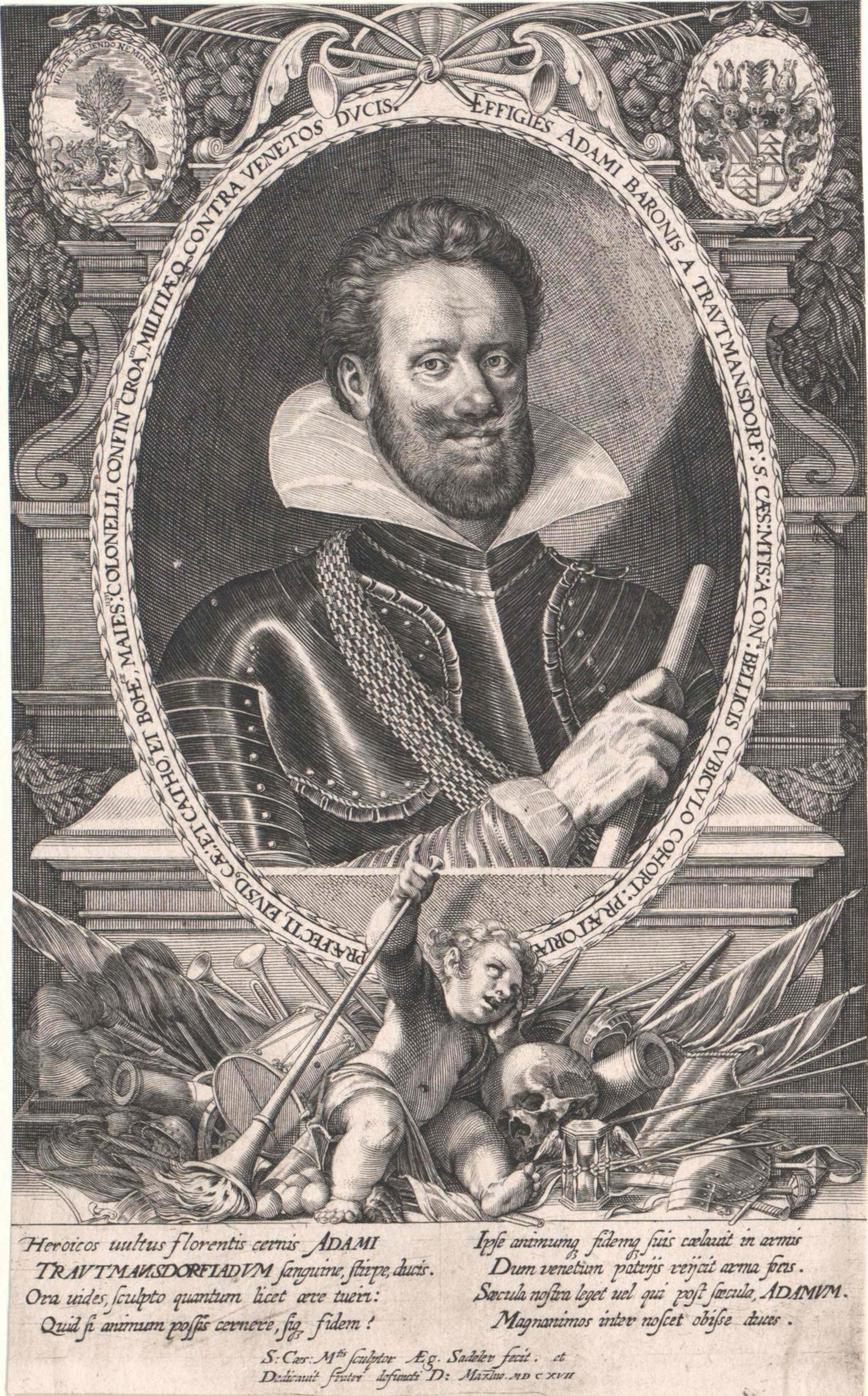
Adam z Trauttmansdorffu, císařský dvorní válečný rada a velitel pohraniční posádky v Chorvatsku
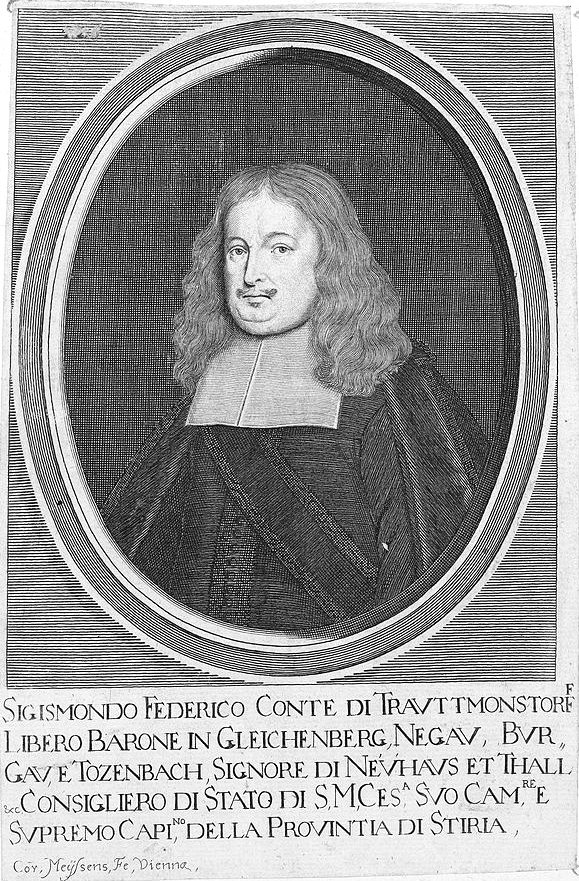
Zikmund Fridrich hrabě z Trauttmansdorffu, zemský hejtman ve Štýrsku
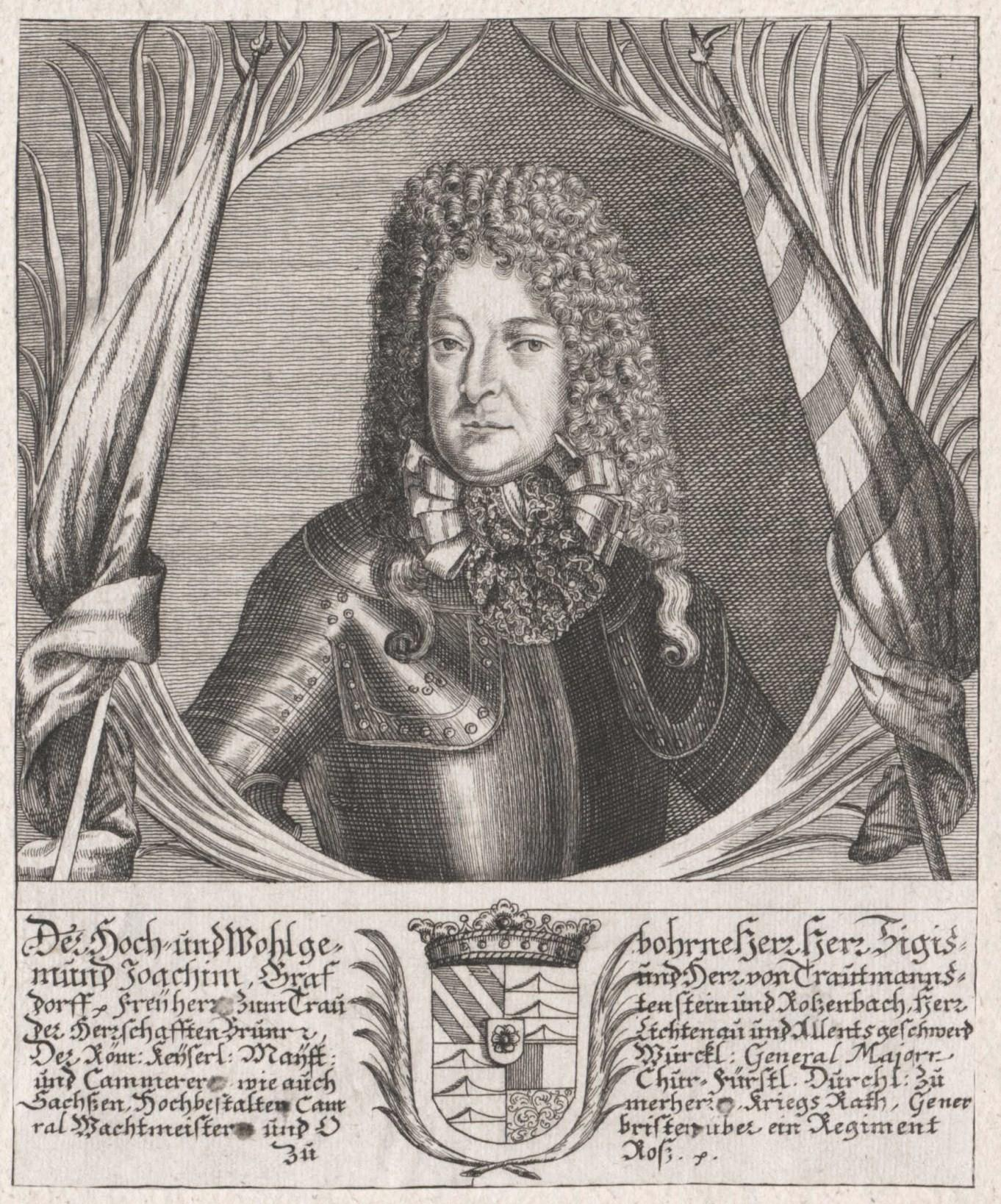
Zikmund Jáchym hrabě z Trauttmansdorffu, polní maršál
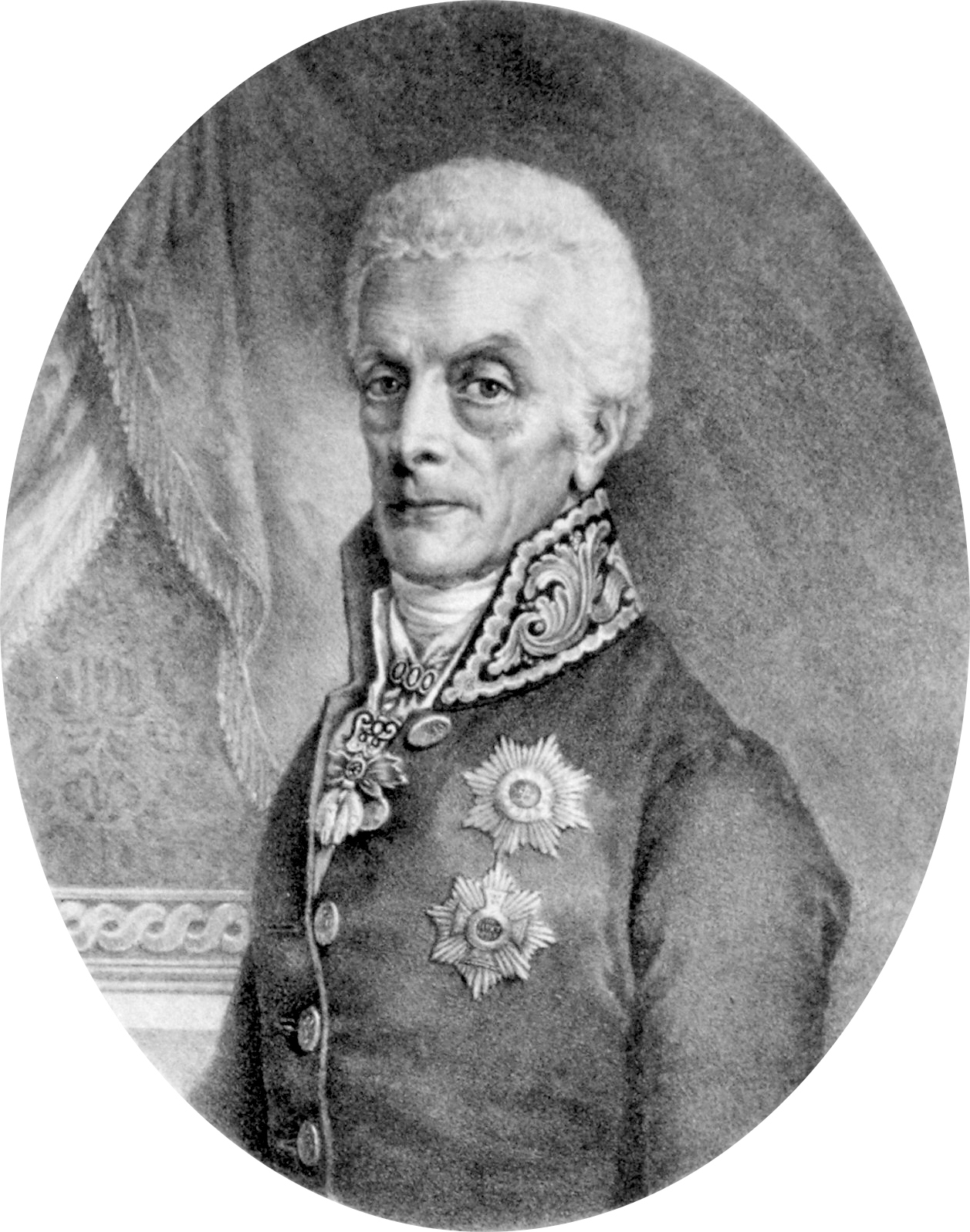
František Ferdinand kníže z Trauttmansdorffu, rakouský ministr zahraničí a císařský nejvyšší hofmistr
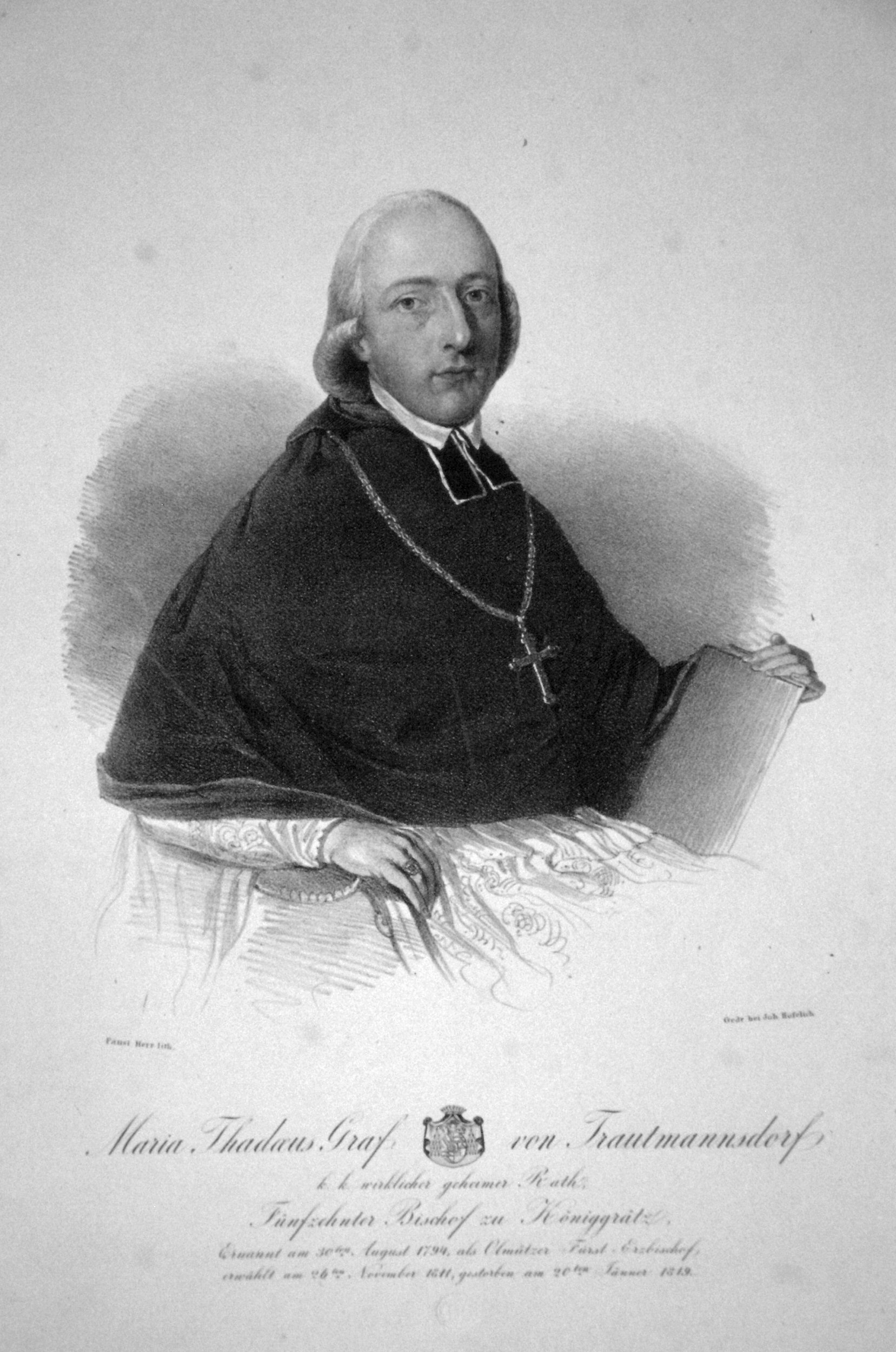
Kardinál Maria Tadeáš z Trautmannsdorffu, arcibiskup v Olomouci

## Majetky (výběr)
- Trauttmannsdorfský palác (dříve Trčkův) v Praze na Hradčanech
- Trauttmannsdorfský palác v Praze na Starém Městě
- zámek Kirchberg am Walde v Grafendorfu, Štýrsko, v držení rodu v letech 1443 až 1669
- zámek Totzenbach, Dolní Rakousy, v držení rodu v letech 1513 až 1822
- Trauttmansdorffský palác ve Štýrském Hradci, v držení rodu v letech 1525 až 1983
- zámek Negova, Slovinsko), v držení rodu v letech 1542 až 1945[6]
- zámek Trauttmansdorff v Meranu, v držení rodu od roku 1543 a znovu od 19. století
- zámek Burgau (Štýrsko), asi od roku 1565 až 1753
- zámek Baumgarten, Dolní Rakousy, asi od 1565 až 1709
- hrad Neu-Gleichenberg, Štýrsko, v letech 1581 až 1945
- zámek Horšovský Týn západních Čechách, v držení rodu v letech 1622 až 1945, od roku 1656 též Hostouň[7] a Puclice
- zámek Oberthal, Štýrsko, v letech 1624 až 1798
- Trauttmansdorffský palác (Vídeň), v letech 1639 až 1940
- zámek Litomyšl, východní Čechy, v letech 1649 až 1758
- zámek a panství Grabštejn, severovýchodní Čechy (1651 až 1704)
- hrad Rabenstein (Štýrsko), v letech 1661 až 1689
- zámek Trautenfels, v letech 1664 až 1815
- zámek Jičín s hradem Kumburk a Úlibice v severovýchodních Čechách, v držení rodu v letech 1710 až 1945 (od roku 1827 také Ostroměř)
- zámek Jemniště (1717 až 1773)
- zámek Liebenau (Štýrský Hradec) v letech 1790 až 1829
- hrad Lipnice nad Sázavou, 19. století až 1924
- zámek Fridau, Dolní Rakousy (1869 až 1910)
- zámek Hostim a zámek Boskovštejn, jižní Morava (1908 až 1945)
- zámek Weissenegg, Štýrsko, v letech 1923 až 1981
- zámek Pottenbrunn u Sankt Pöltenu, Dolní Rakousy, od roku 1926 dosud v držení rodu
- zámek Dolní Kralovice (1942 až 1945)

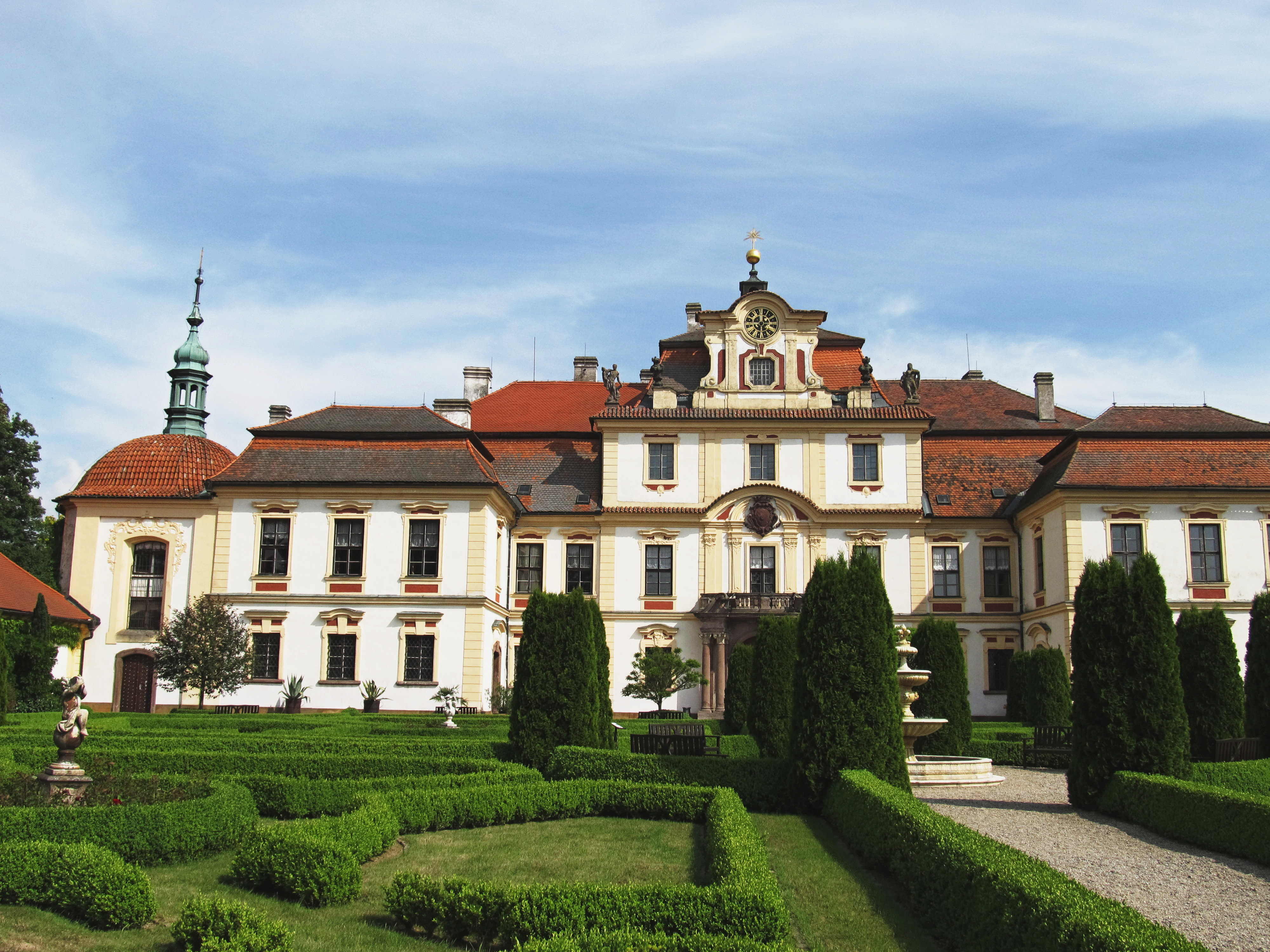
Zámek Jemniště, majetek rodu 1717–1753
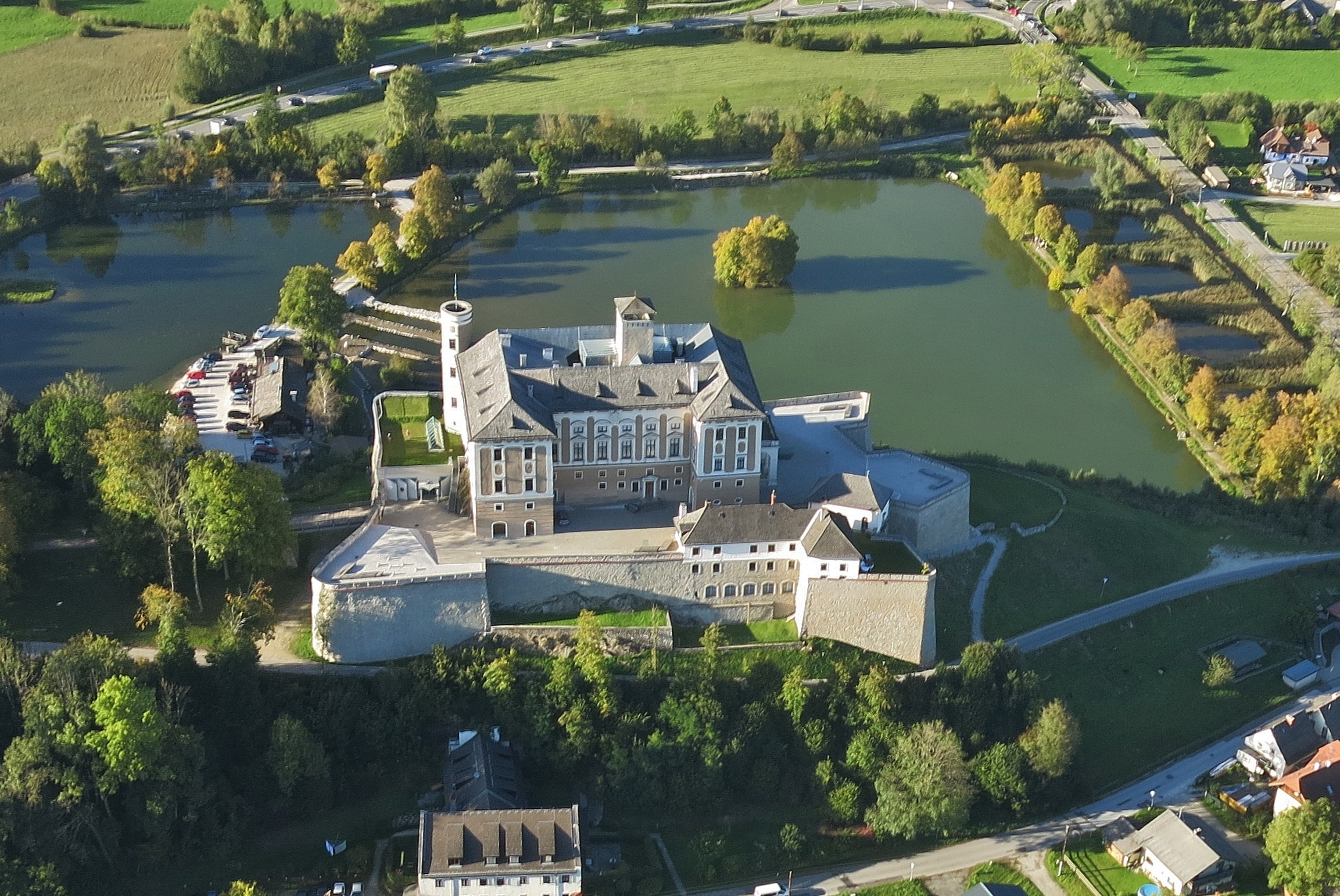
Zámek Trautenfels ve Štýrsku, majetek rodu 1664–1815
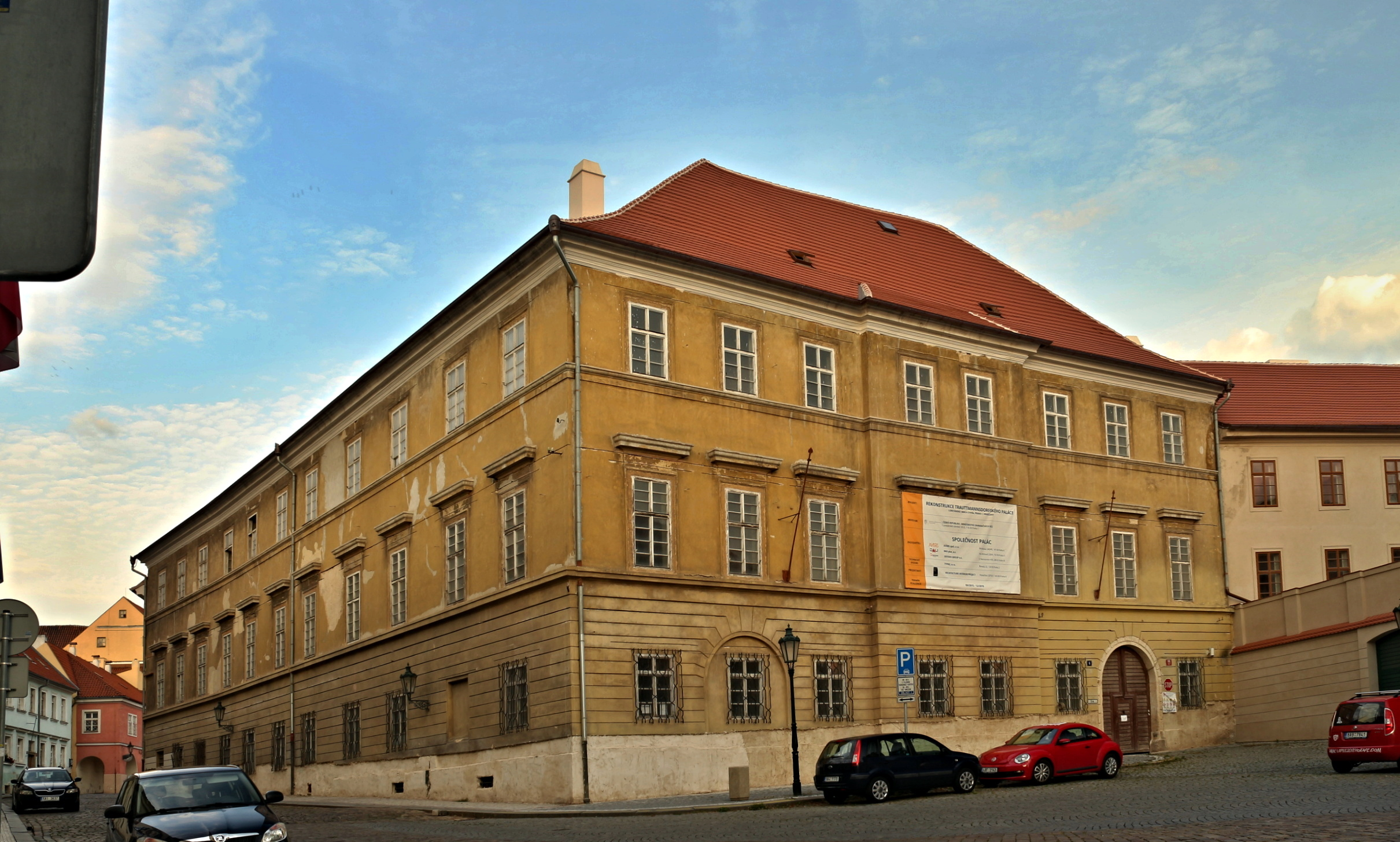
Trauttmannsdorfský palác v Praze na Hradčanech
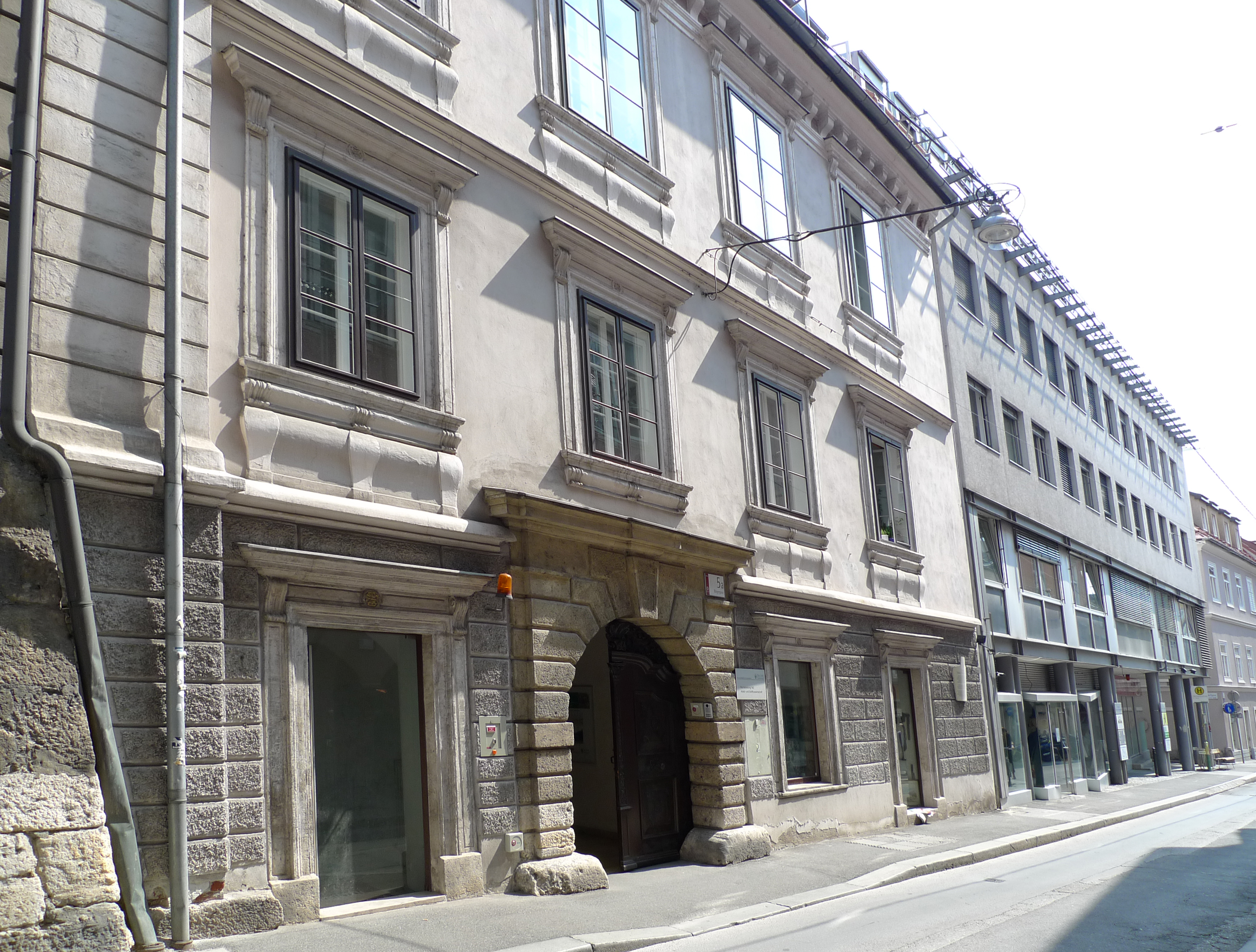
Trauttmansdorffský palác (Štýrský Hradec)
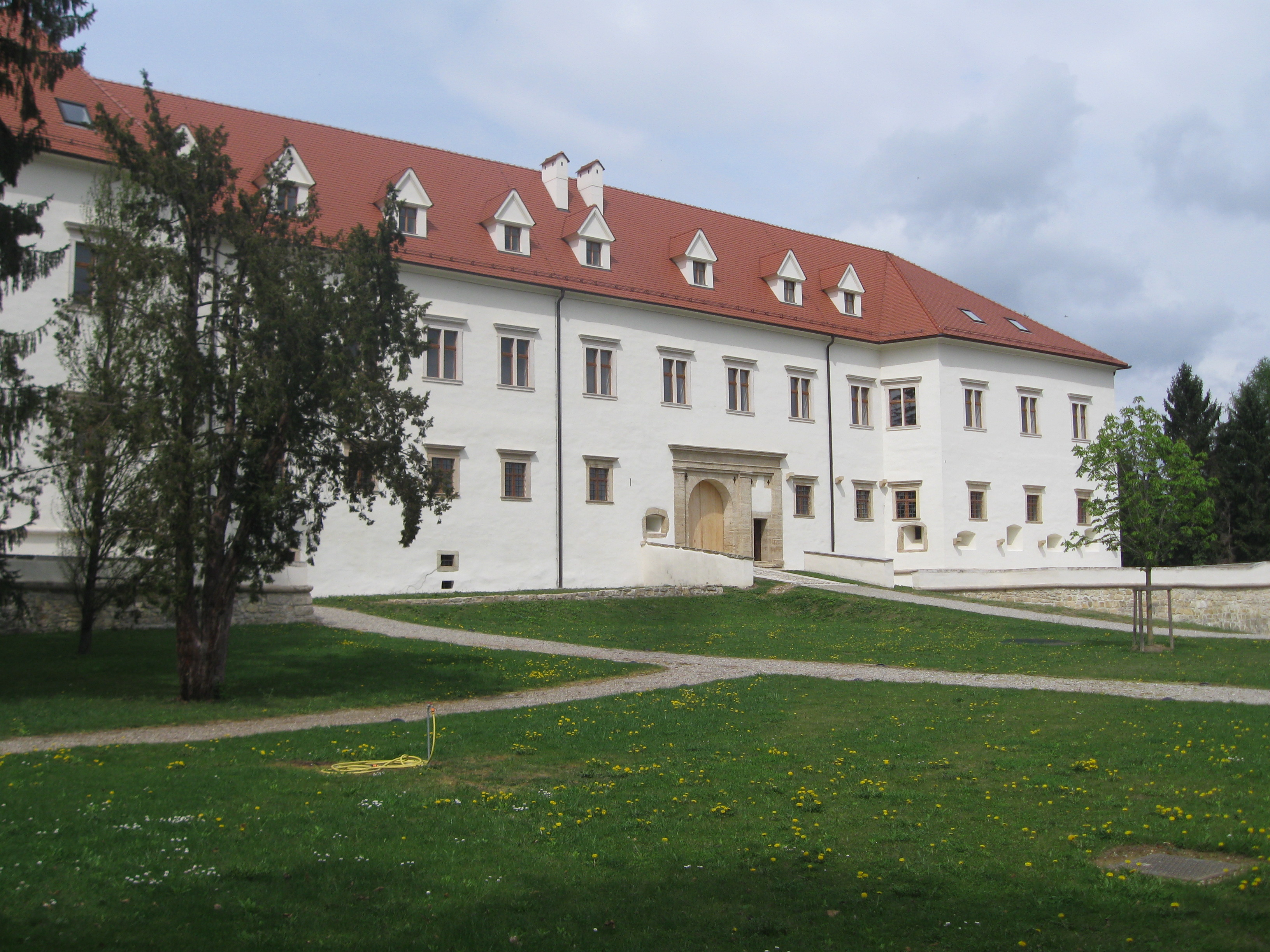
Zámek Negova, Slovinsko
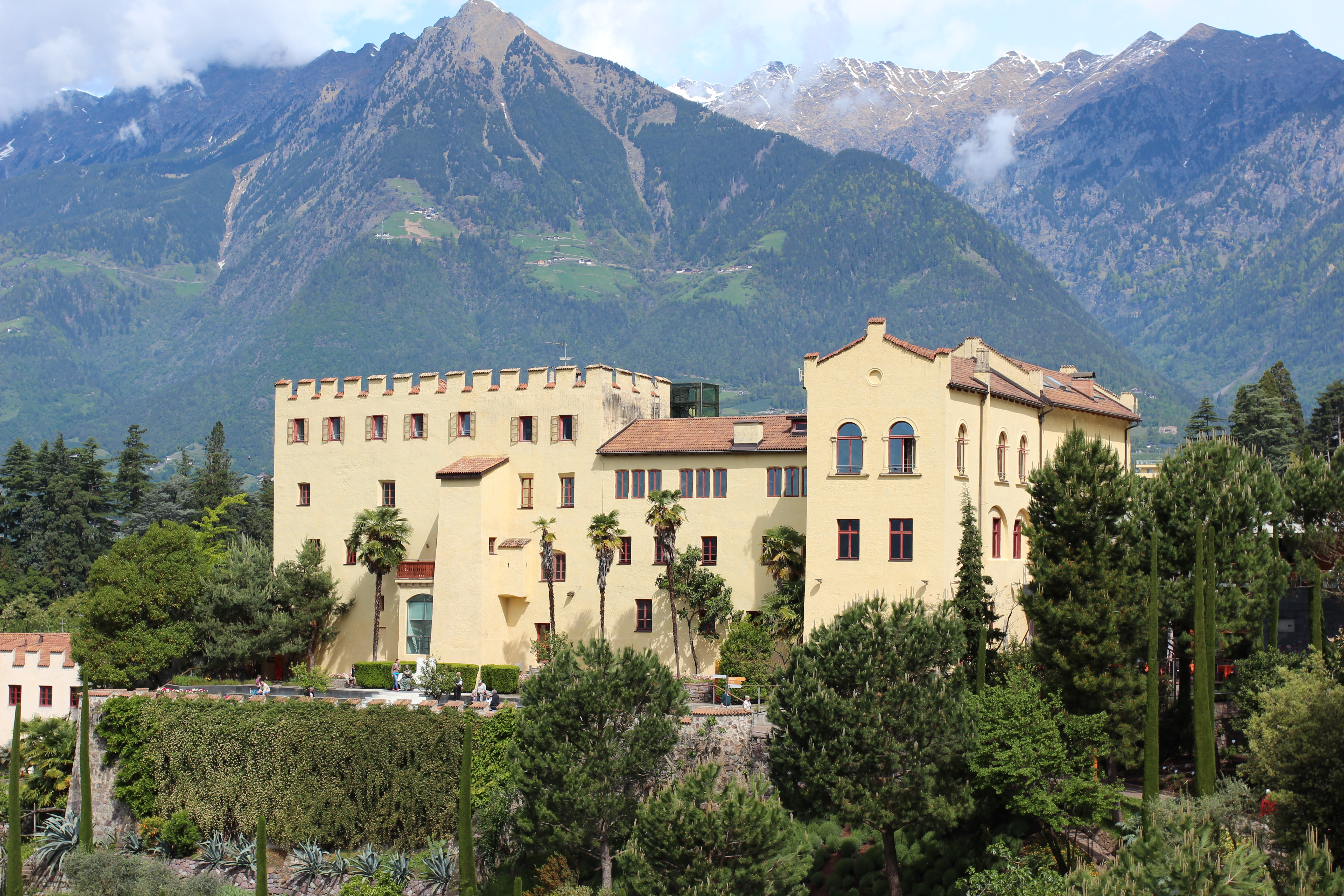
zámek Trauttmansdorff v Meranu
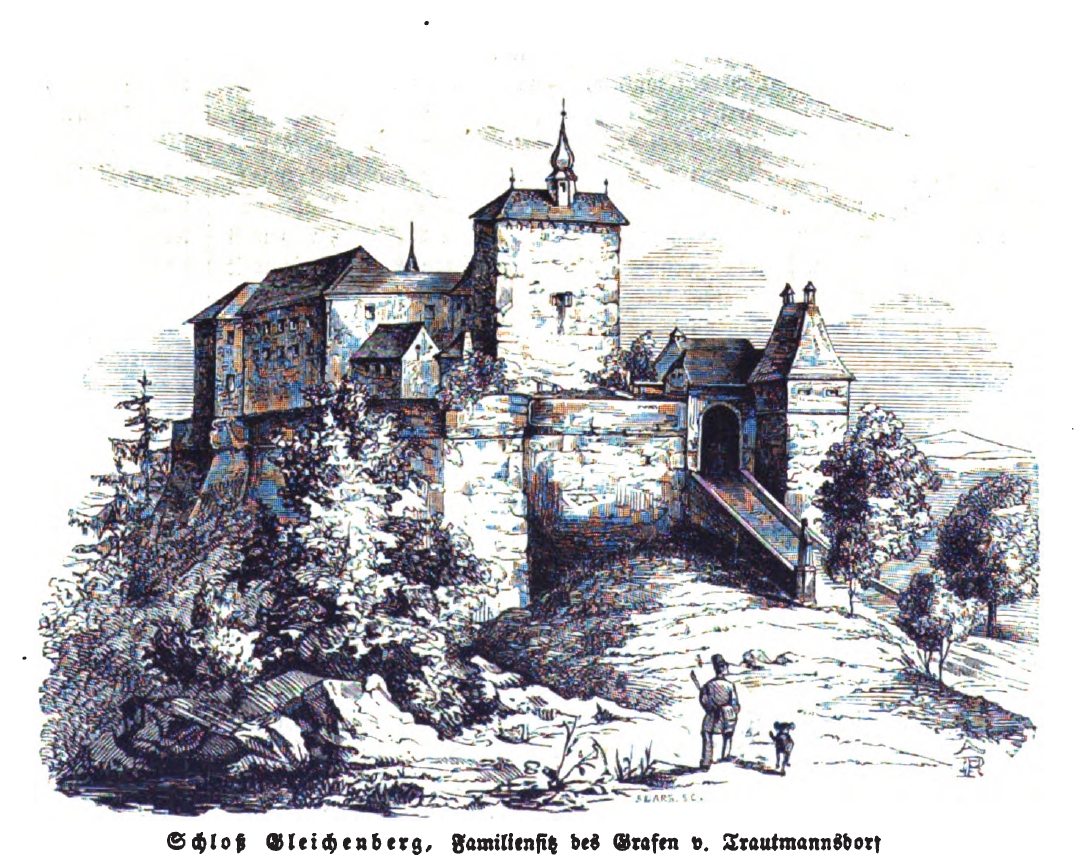
hrad Neu-Gleichenberg, Štýrsko
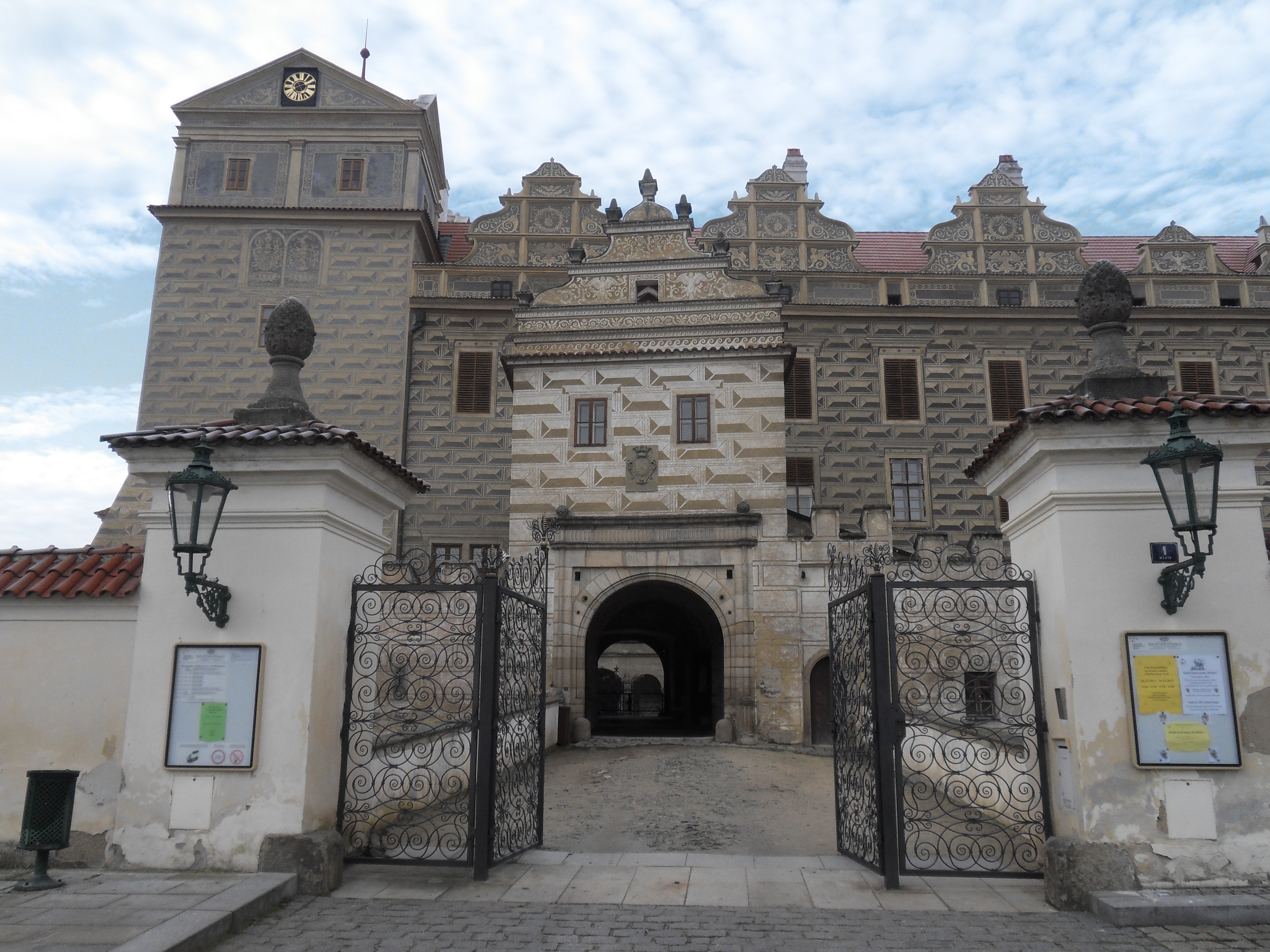
zámek Horšovský Týn, západní Čechy
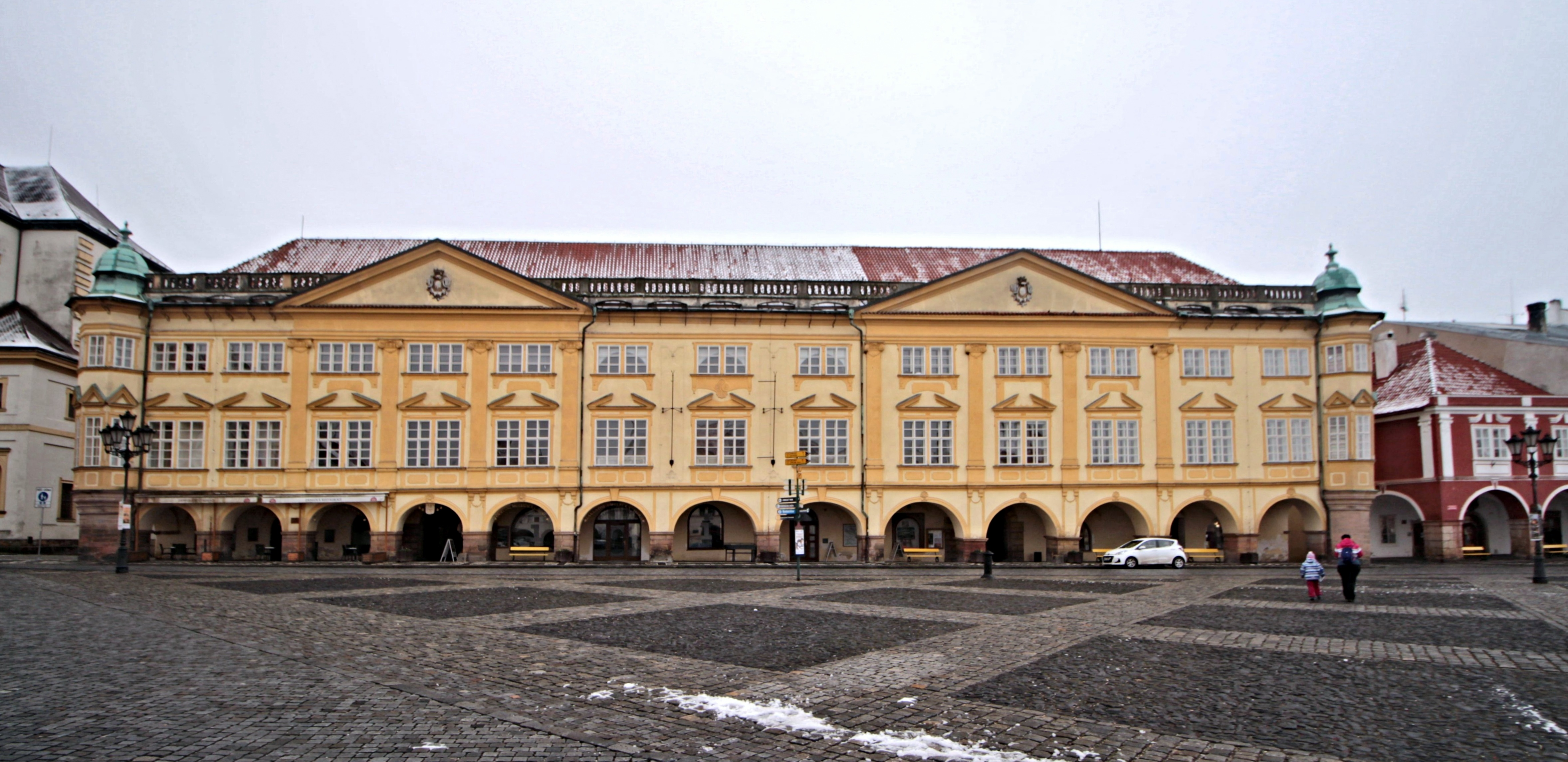
zámek Jičín, severovýchodní Čechy
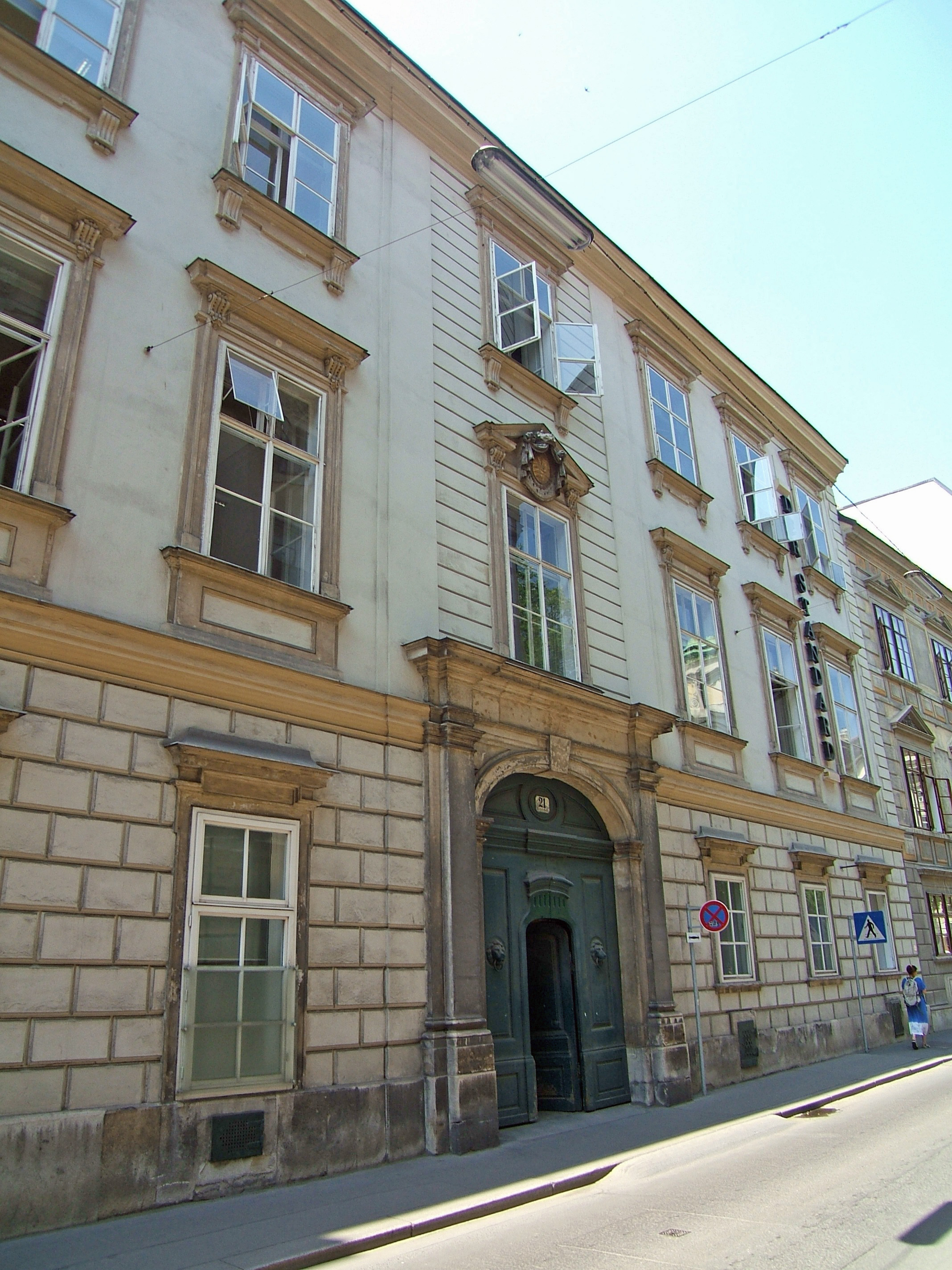
Trauttmansdorffský palác ve Vídni
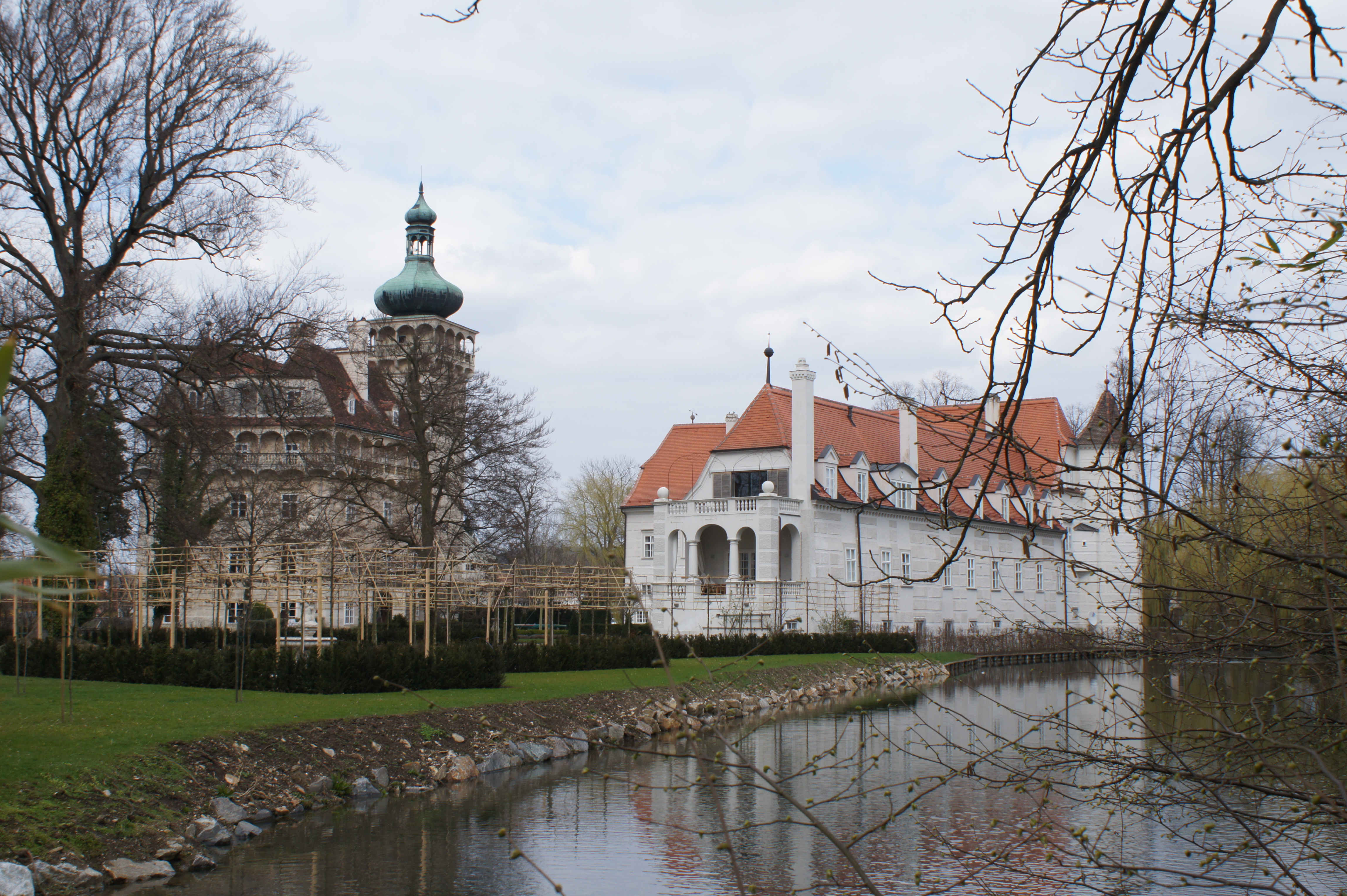
zámek Pottenbrunn, Dolní Rakousy

## Erb
Původní rodový erb tvoří šestilistá stříbrno-červené růže s převrácenými barvami na stříbrno-červeném děleném štítu. Na přilba s červeno-stříbrnými přikryvadly růže před červeně a stříbrně roztřepeným kohoutími peřím. K těm později přibyly ještě atributy znaků rodů Kirchberg, Höltzler a Castelalt.

### Historie trauttmannsdorfského erbu

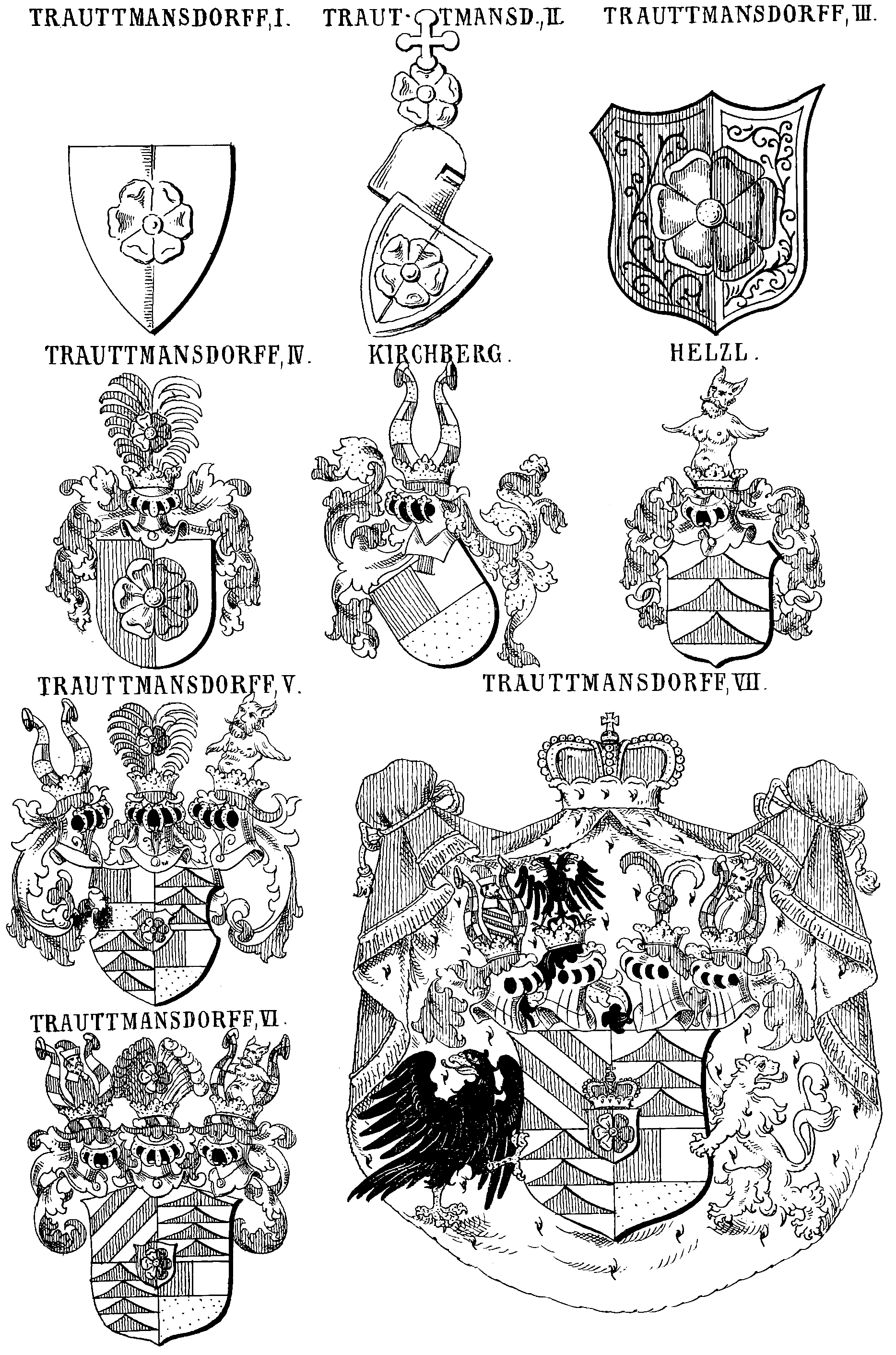
Schéma vývoje trauttmansdorffského erbu
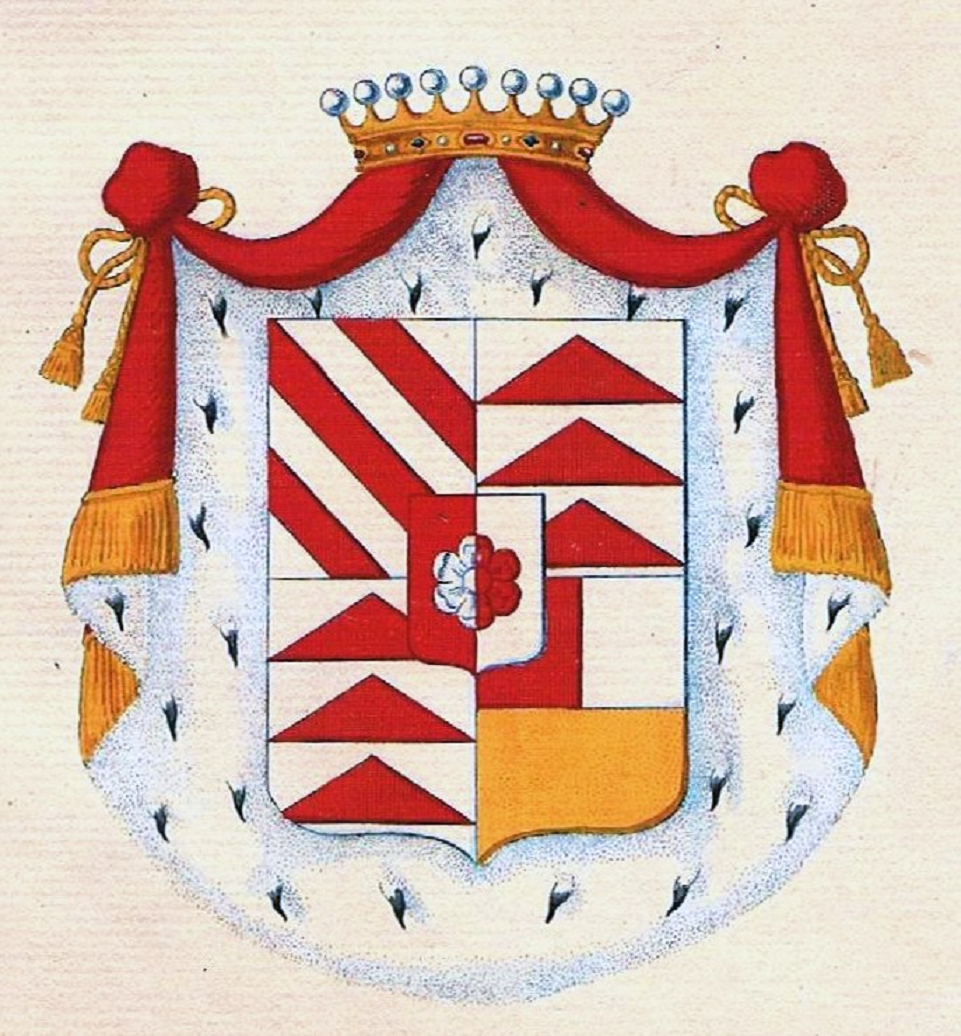
Hraběcí erb Trauttmansdorffů
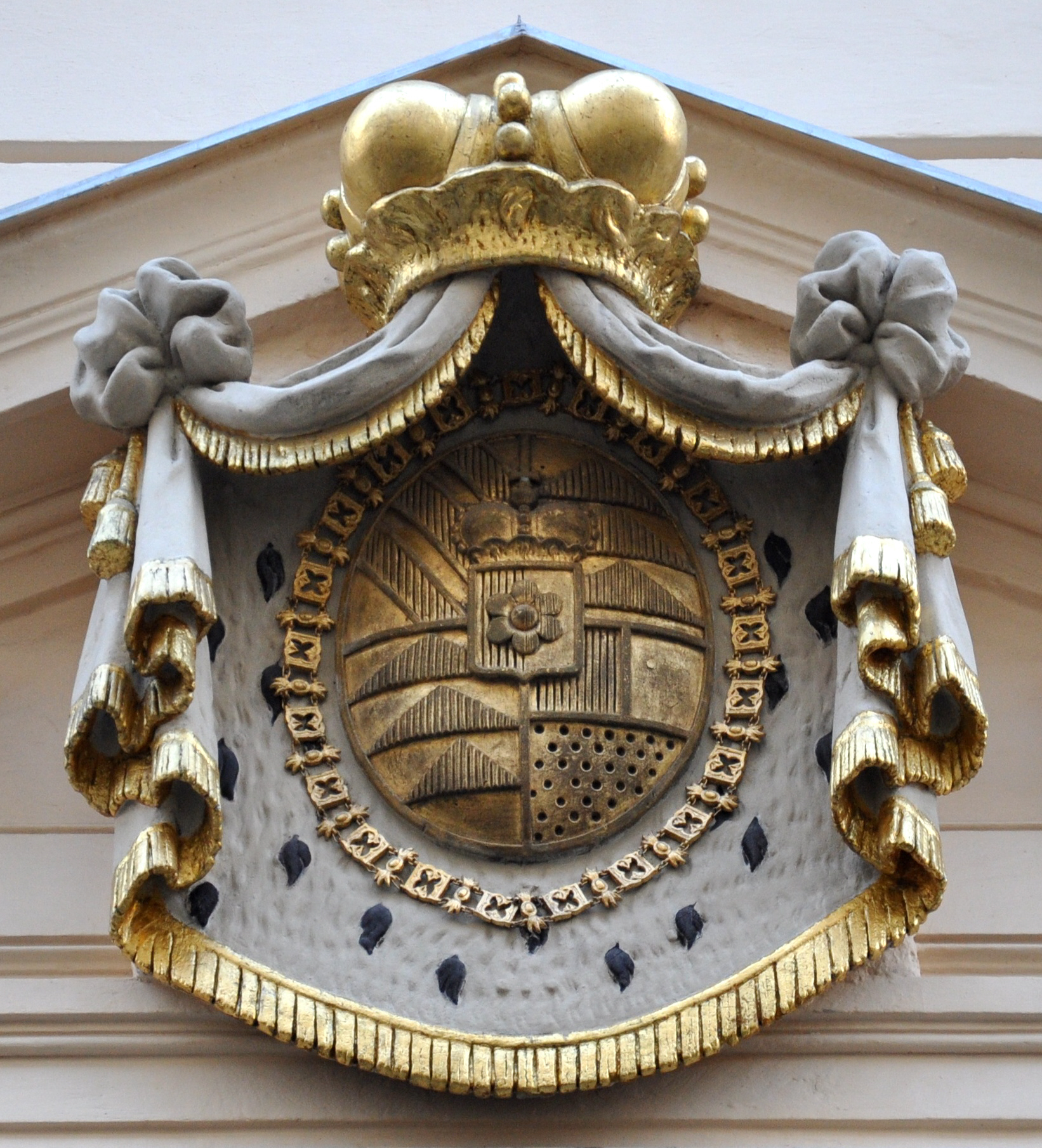
Knížecí podoba erbu (na Palais Trauttmansdorff ve Vídni)